# Tipula stellifera
Tipula stellifera är en tvåvingeart som först beskrevs av Cederhielm 1798.  Tipula stellifera ingår i släktet Tipula, ordningen tvåvingar, klassen egentliga insekter, fylumet leddjur och riket djur. Inga underarter finns listade i Catalogue of Life.